# Сефриуи, Анас
Анас Сефриуи (араб. أنس الصفريوي‎; родился 16 мая 1957 года в Фесе) — марокканский бизнесмен в сфере недвижимости, состояние которого по состоянию на март 2017 г. составляло 1,1 миллиарда долларов. Он является генеральным президентом и владельцем 61,7 % корпоративного предприятия, известного как «Addoha Douja Promotion».

## Карьера
Анас бросил среднюю школу, чтобы работать со своим отцом Хаджом Абдесламом Сефриуи над проектом по созданию популярной глины для мытья тела и волос. Производство этого вещества позволило бы Сефриуи накапливать знания и базовые бизнес-навыки, необходимые для управления его собственными предприятиями. В 1988 году Анас начал работать над созданием группы по развитию недвижимости. Однако свои первые миллиарды он заработал в 1995 году, когда ему было предложено построить более 2000 домов, ориентированных на доход, которые получили субсидии от правительства покойного короля Марокко Хасана II.
В 2005 году Сефриуи заработал дополнительно 1 миллиард долларов по контракту, который был предоставлен на строительство дополнительных единиц государственного жилья в Марокко. Доступное жилье, которым Сефриуи управлял в прошлом в Марокко, стало путеводителем по развитию недвижимости в Объединенных Арабских Эмиратах. Сефриуи запустил два цементных завода мощностью 1,6 миллиона тонн в марокканских городах Сеттат и Бени-Меллаль, создав «Ciment de l’Atlas SA». Он также запустил цементные заводы мощностью 500 000 тонн в Камеруне, Габоне, Кот-д'Ивуаре и Гвинее.
Как и во многих других секторах, марокканские производители цемента нацелены на расширение своей деятельности в других регионах африканского континента. В 2011 году Анас Сефриуи запустил «Ciments de I’Afrique» («CIMAF»), которая начала свою деятельность в Кот-д’Ивуаре в 2013 году и начала производить 120 миллионов мешков цемента каждый год, из которых 10 миллионов мешков специально предназначались для внутреннего рынка. В 2014 году «CIMAF» объявила об открытии шлифовального центра в Дуале (Камерун), а также, в течение последующих двух лет компания начала операции в Буркина-Фасо, Конго, Габоне и Нигерии.
3 января 2013 года Сефриуи пригласил нападающего «Барселоны» Лионеля Месси принять участие в мероприятии, посвященном поло-клубу Марракеша.
11 апреля 2013 года Анас Сефриуи представил средствам массовой информации идею строительства завода по производству цемента в западноафриканском государстве Кот-д’Ивуар за €12’000’000.

## Семья
Анас Сефриуи женат и имеет троих детей. Он был признан одним из самых влиятельных африканских бизнес-лидеров 2012 года.